# لی اوبراین
لی اوبراین (انگلیسی: Leah O'Brien؛ زادهٔ ۹ سپتامبر ۱۹۷۴) بازیکن سافتبال اهل ایالات متحده آمریکا بود.
وی در مسابقات کشوری و بین‌المللی در مجموع برندهٔ ۳ مدال طلا شده‌است.